# Abdusałam Gadisow
Abdusałam Mamatchanowicz Gadisow (ros. Абдусалам Маматханович Гадисов; ur. 26 marca 1989 roku w Machaczkale) – rosyjski zapaśnik walczący w stylu wolnym. Dziewiąty na igrzyskach olimpijskich w Londynie w kategorii 96 kg. Mistrz Świata w 2014 i drugi w 2015 roku. 
Złoty medalista mistrzostw Europy w 2012 i 2014. Trzeci na igrzyskach europejskich w 2015. Drugi w Pucharze Świata w 2016 i trzeci w 2010. Triumfator Uniwersjady w 2013 i wojskowych mistrzostw świata w 2016. Pierwszy na Światowych Igrzyskach Sportów Walki w 2013. Mistrz Rosji w 2009, 2012, 2014 i 2015, srebro w 2013 i brąz w 2011 roku.